# Tonelada

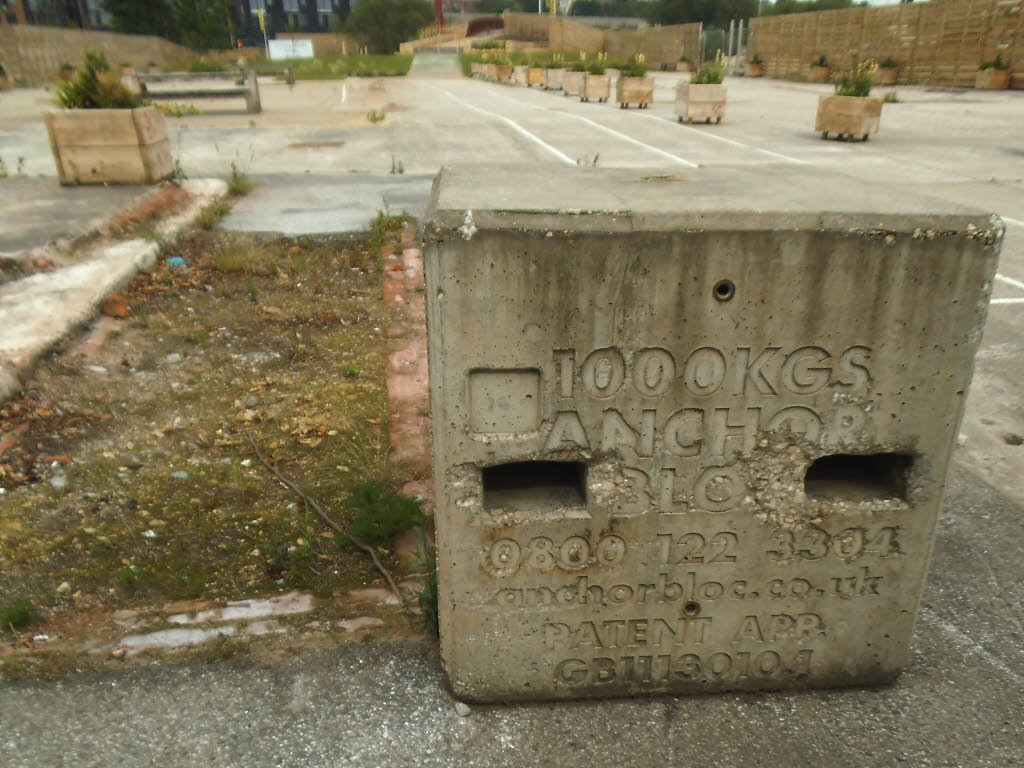
Bloco de concreto de 1 tonelada.

A tonelada é uma unidade de medida de massa utilizada para descrever quantidades equivalentes a 1000 kg.
A tonelada teve seus primeiros registros como referência de medida de massa quando do início das navegações no século XV para mensurar a capacidade das embarcações na armazenagem de tonéis (80 cm de diâmetro por 1200 cm de altura). As naves (do latim naus) possuíam capacidade para até 250 tonéis. A origem de tonelagem mais tarde foi aderida ao Sistema Internacional de Medidas.

## Sistema Internacional de Unidades
Tonelada métrica(abreviação: t)
No Sistema Internacional de Unidades, utiliza-se o quilograma como unidade primária de medida de massa. Seguindo a regra dos prefixos métricos do Sistema Internacional de Unidades o termo megagrama (1 Mg = 106 g), mas a tonelada métrica é aceita como unidade secundária.
A tonelada métrica é o terceiro múltiplo do quilograma e sexto do grama.
Ex: Se 1 000 kg equivalem a 1 tonelada, então 12 000 kg equivalem a 12 toneladas.
Equivalências
1 tonelada métrica ou megagrama é igual a:
- 1 000 000 g
- 100 000 dag
- 10 000 hg
- 1 000 kg
- 100 mag
- 10 q

## Sistema imperial de medidas
Neste sistema existem duas unidades de massa diferentes denominadas tonelada:
- Tonelada curta ou norte-americana: (abreviação: T ou Ton) equivale a 2 000 libras avoirdupois, ou 907,18474 kg, e no idioma inglês chama-se short ton, também é chamada de tonelada (Ton), ou abreviada sempre com um (T) maiúsculo, em distinção ao (t) minúsculo usado para abreviar a tonelada métrica.
- Equivalências:
  - 14 000 000 grãos
  - 512 000 dracmas avoirdupois
  - 32 000 onças avoirdupois
  - 2 000 libras avoirdupois
  - 80 arrobas
  - 20 quintais curtos
  - 4 quartos curtos
- Tonelada longa ou britânica: A tonelada longa permanece em uso tanto no Reino Unido quanto nos Estados Unidos, onde é comumente usada para medir o deslocamento de navios, o volume-peso de transporte de combustíveis e no comércio de commodities enfardadas e a granel. bens como minério de ferro e enxofre elementar.[5] A tonelada longa equivale a 1 016,0469088 kg, e no idioma inglês é chamada de long ton ou weight ton.
- Equivalências:
  - 15 680 000 grãos
  - 573 400 dracmas avoirdupois
  - 35 840 onças avoirdupois
  - 2 240 libras avoirdupois
  - 160 stones
  - 20 quintais longos
  - 4 quartos longos

A antiga tonelada portuguesa (antes de 1862) equivalia a 54 arrobas de 14,6866 kg (peso) e 50 almudes (capacidade para líquidos). Equivalia a 793,1412 kg.